# 13302 Kezmoh
13302 Kezmoh este un asteroid din centura principală de asteroizi.

## Descriere
13302 Kezmoh este un asteroid din centura principală de asteroizi. A fost descoperit pe 14 septembrie 1998 la Socorro, New Mexico, în cadrul proiectului LINEAR. Asteroidul prezintă o orbită caracterizată de o semiaxă mare de 2,27 ua, o excentricitate de 0,08 și o înclinație de 4,8° în raport cu ecliptica.